# Dyscia
Dyscia is een geslacht van vlinders van de familie spanners (Geometridae), uit de onderfamilie Ennominae.

## Soorten
- D. aspersaria (Staudinger, 1896)
- D. atlantica Reisser, 1933
- D. conspersaria (Denis & Schiffermüller, 1775)
- D. crassipunctaria (Rebel, 1916)
- D. dagestana Wehrli, 1934
- D. deminutaria Hübner, 1818
- D. distinctaria (A. Bang-Haas, 1910)
- D. dodonaeeti Wiltshire, 1986
- D. duanjiao Yang, 1978
- D. emucidaria Hübner, 1790
- D. fagaria

Gevlekte heispanner (Thunberg, 1784)
- D. galactaria Turati, 1934
- D. holli Oberthür, 1910
- D. ilivolans Wehrli, 1953
- D. innocentaria (Christoph, 1885)
- D. karshazti Wiltshire
- D. lentiscaria (Donzel, 1837)
- D. leucogrammaria Püngeler, 1900
- D. malatyana Wehrli, 1934
- D. negrama Wehrli, 1950
- D. nelvaria Oberthür, 1914

- D. nobiliaria Bang-Haas, 1906
- D. penulataria (Hübner, 1819)
- D. plebejaria Oberthür, 1910
- D. raunaria (Freyer, 1852)
- D. rungsi Herbulot, 1981
- D. senecai Wiltshire, 1990
- D. serena Dognin, 1906
- D. sicanaria Oberthür, 1923
- D. simplicaria Rebel, 1933
- D. sultanica Wehrli, 1936